# میکروسریز لانکئولاتا
میکروسریز لانکئولاتا (نام علمی: Microseris lanceolata) نام یک گونه از تیره کاسنیان است.

## نگارخانه

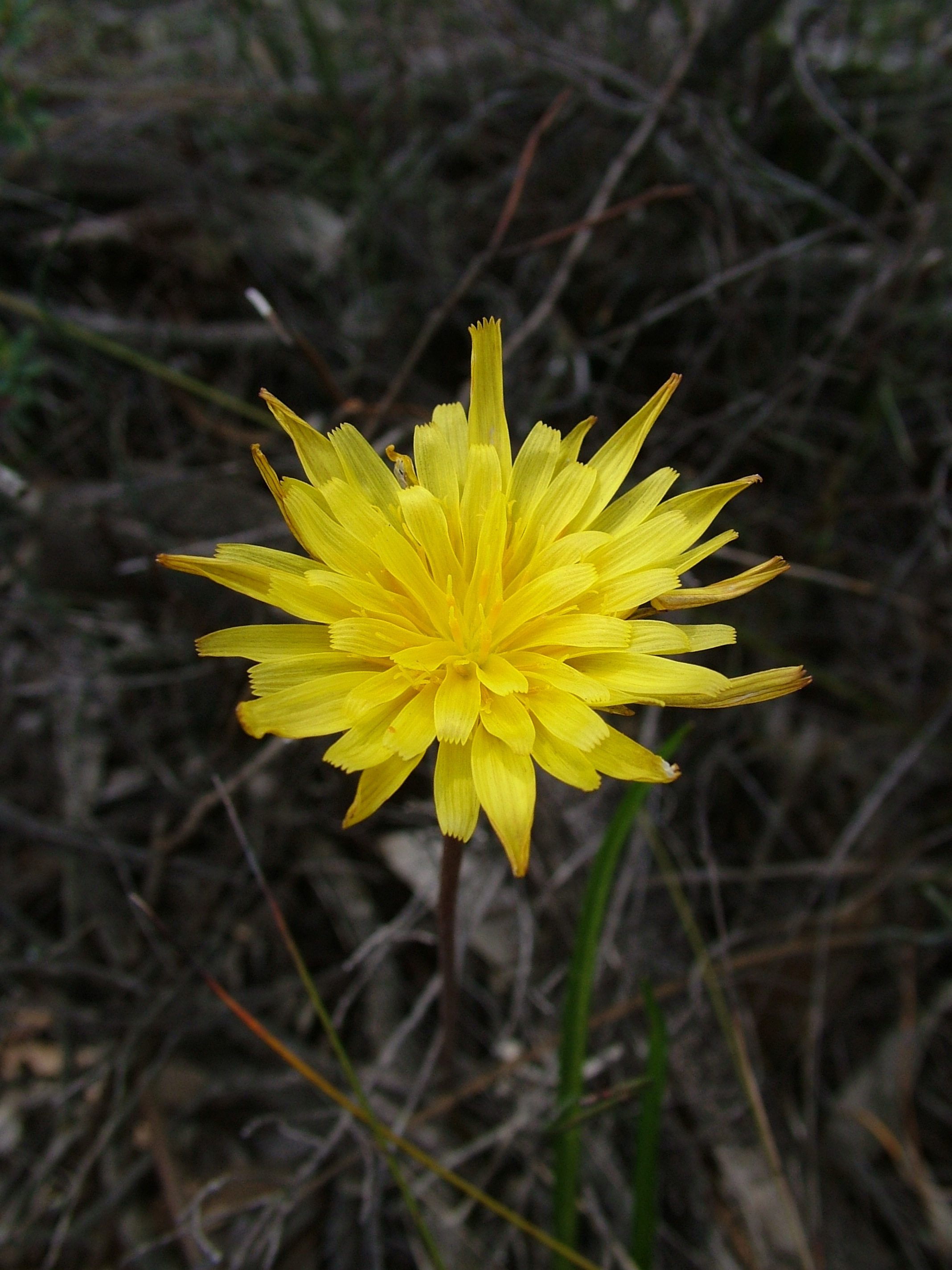